# CICC 교회

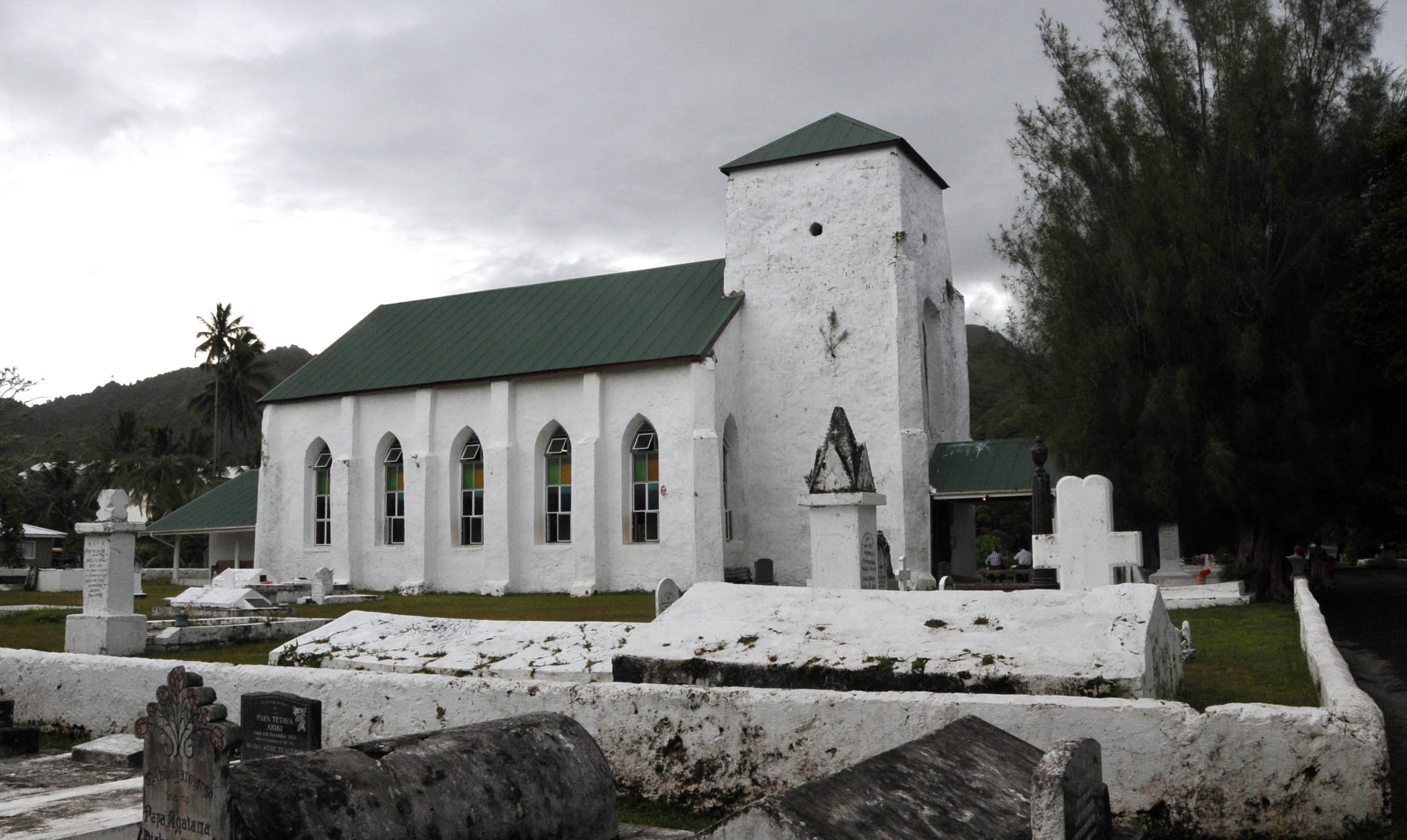

CICC 교회(Cook Islands Christian Church)는 아바루아에서 가장 오래된 건물이다. 흰색의 이 건물은 크지는 않으나 이곳 전통미와 서양건축양식을 섞어 멋진 조화를 이루고 있다. 1853년 이곳에 거주하던 선교사 아론 부자코트(Aron Buzacott)가 세운 것이다. 교회 옆 묘지에는 폴리네시아의 개척자이며 ‘선생님’으로 알려진 파페이하(Papeiha) 기념비가 서있고, 왼쪽에는 쿡 독립후 첫 수상이었던 앨버트 헨리(Albert Henry) 묘지와 그의 동상이 서 있다. 이곳의 유명인사 묘지도 대부분 이곳에 있다.